# Summer Nineteen
Summer Nineteen es el segundo álbum de 116 Clique, producido y distribuido por el sello Reach Records, lanzado en temporada vacacional o de verano, como es conocida la estación en Estados Unidos. El álbum contó con la participación de nuevos talentos del sello discográfico como Wande, Hulvey, Whatuprg, además, por primera vez con una canción netamente de Reguetón, producida por Cardec Drums e interpretada por talentos de Latinoamérica como Eliud L'Voices, Niko Eme, Tommy Royale y Gabriel Rodríguez EMC.

## Promoción y lanzamiento
En continuación a su anterior proyecto, Reach lanza en 2019 una nueva edición de su recopilatorio de temporada veraniega, donde se incluyeron los sencillos Glory, California Dreamin, Big Wave y la remezcla del sencillo Hold me Back de KB, en colaboración con Niko Eme, Eliud L'Voices, Gabriel Rodríguez EMC y el artista principal del sello de Cardec, Tommy Royale. En este año, se sumó a Trip Lee como ausente el rapero Andy Mineo.

## Lista de canciones
1. IN LUV - Wande (Prod. by Iggy Music)
2. Glory - WHATUPRG feat. GAWVI (Prod. by Iggy Music)
3. California Dreamin - 116 feat. Lecrae, John Givez (Prod. by Zaytoven)
4. x10 - Aha Gazelle, 1K Phew (Prod. by Carvello, Ace Harris)
5. Motions - Hulvey (Prod. by Cardec, Zach Paradis)
6. Energy - nobigdyl. feat. Torey D’Shaun (Prod. by Carvello, Dave James)
7. Big Wave - 116 feat. Lecrae, Parris Chariz (Prod. by Iggy Music, Mashell)
8. Switches - DJ Mykael V feat. Joey Vantes, Jon Keith, seni. (Prod. by Tee Wyla)
9. Activate - Tedashii feat. Steven Malcolm (Prod. by Mashell, Zach Paradis)
10. HD - Torey D’Shaun (Prod. by Torey D’Shaun, Brett Love, Joel McNeill )
11. Control - CASS feat. Parris Chariz, Aklesso (Prod. by CASS)
12. Too Much - WHATUPRG (Prod. by JuiceBangers, Epikh Pro)
13. BAND$ - Wande feat. Byron Juane (Prod. by YoisThatRb)
14. Hold Me Back (Latin) - KB feat. GabrielRodriguezEMC, Eliud L’Voices, Niko Eme, Tommy Royale (Prod. by Cardec)

## Vídeos oficiales
- x10 - Aha Gazelle, 1K Phew[7]
- California Dreamin - 116 feat. Lecrae, John Givez[8]
- Glory - WHATUPRG feat. GAWVI[9]